# San Juan de Dumarán
San Juan  es un barangay del municipio filipino de tercera categoría de Dumaran, ubicado en la provincia de Palawan, en MIMAROPA. Según el censo de 2020, tiene una población de 705 habitantes.
Se localiza en el extremo suroccidental de la isla de Dumaran.